# Lichtenau (Sajonia)
Lichtenau es un municipio situado en el distrito de Sajonia Central, en el estado federado de Sajonia (Alemania), a una altitud de 350 metros. Su población a finales de 2016 era de unos 7500 habitantes y su densidad poblacional, 150 hab/km².